# Safe as Milk
«Safe as Milk» es el álbum de estudio debut de la banda de rock ácido The Magic Band, liderada por Captain Beefheart, lanzado en junio del año 1967 por Buddah Records. El LP fue producido por Richard Perry y Bob Krasnow.

## Historia
Antes de grabar Safe as Milk, la banda había lanzado un par de sencillos a través de A&M Records (los cuáles eran Diddly Wah Diddly y Moonchild), fue a esta compañía a la que el grupo propuso por primera vez su álbum debut en 1966, originalmente compuesto de demos con influencia de R&B, que el sello consideró demasiado poco convencional y decidió dejar la banda. Beefheart dijo más tarde que el sello los eliminó después de escuchar la canción "Electricity" y declararla "demasiado negativa". Jerry Moss de A&M pensó que el contenido era demasiado atrevido para los oídos de su hija. Esto, más la indemnización de Leonard Grant como gerente, se sumó al descontento. En cambio, la banda se dirigió a Bob Krasnow, que entonces trabajaba para Kama Sutra Records; los reclutó para grabar para el nuevo sello subsidiario de la compañía, Buddah.
Mientras tanto, Beefheart había estado planeando en secreto cambios en la formación de Magic Band, una práctica común a lo largo de la existencia del grupo. El grupo que grabó los dos sencillos de A&M estaba formado por Doug Moon y Richard Hepner a la guitarra, Jerry Handley al bajo y Alex St. Clair a la batería. Hepner ya se había ido, y Beefheart estaba ansioso por reemplazar a Moon con Ry Cooder, quien entonces tocaba con Gary Marker y Taj Mahal en los Rising Sons. Estos y otros cambios dieron como resultado una Magic Band con Handley en el bajo, St. Clair en la guitarra y John French en la batería, con Cooder proporcionando partes de guitarra adicionales. La llegada de Cooder había sido influida por Marker, que había pasado tiempo con Beefheart y se le había dado a creer que produciría el álbum; de hecho, Marker solo se dedicaba a la grabación de demostración.

## Lista de canciones
Todas las canciones están escritas por Herb Bermann y Don Van Vliet excepto donde esté anotado

| Lado A |                          |          |  |
| N.º    | Título                   | Duración |  |
| 1.     | «Sure 'Nuff 'n Yes I Do» | 2:15     |  |
| 2.     | «Zig-Zag Wanderer»       | 2:40     |  |
| 3.     | «Call on Me» (Van Vliet) | 2:37     |  |
| 4.     | «Dropout Boogie»         | 2:32     |  |
| 5.     | «I'm Glad» (Van Vliet)   | 3:31     |  |
| 6.     | «Electricity»            | 3:07     |  |

| N.º | Título                | Duración |  |
| 7.  | «Yellow Brick Road»   |          |  |
| 8.  | «Abba-Zabba»          |          |  |
| 9.  | «Plastic Factory»     |          |  |
| 10. | «Where There's Woman» |          |  |
| 11. | «Grown So Ugly»       |          |  |
| 12. | «Autumn Child»        |          |  |